# En los oscuros lugares del saber
En los oscuros lugares del saber (en inglés In the Dark Places of Wisdom) es una obra de 1999 del filósofo británico Peter Kingsley.

## Sinopsis
El poema de Parménides del siglo V a. C. es un texto enigmático que ha desafiado a todos sus intérpretes durante más de dos mil quinientos años.
Peter Kingsley nos involucra en un recorrido filosófico que transforma nuestra visión de la Grecia antigua. Allí donde creíamos ver solamente el origen de la filosofía occidental, nos encontramos con un sustrato religioso en donde los iatromantes y sacerdotes de Apolo conducen a los iniciados hacia un saber encaminado a transmutar el concepto de lo real.
Kingsley ofrece una narración que nos transporta a esos oscuros lugares bajo tierra en donde los ritos de incubación y quietismo fueron el origen del mensaje metafísico de Parménides, cuyo contenido sapiencial se ha intentado ocultar, a partir de Platón, tanto del poema de Parménides como del contexto del cual procede.

## Edición en castellano
- Kingsley, Peter (2006). En los oscuros lugares del saber. Cartoné, 245 páginas, traducción Carmen Francí, Colección Memoria mundi (Séptima edición). Vilaür: Ediciones Atalanta. ISBN 978-84-937784-1-5.

- Datos: Q5832094